# Kościół św. Albana w Moguncji

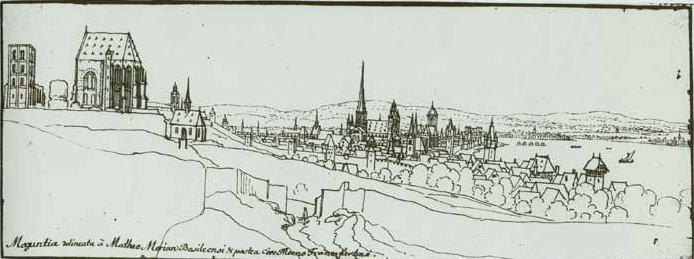
Prezbiterium kościoła św. Albana (po lewej, na wzgórzu) na panoramie Moguncji z 1631 r.

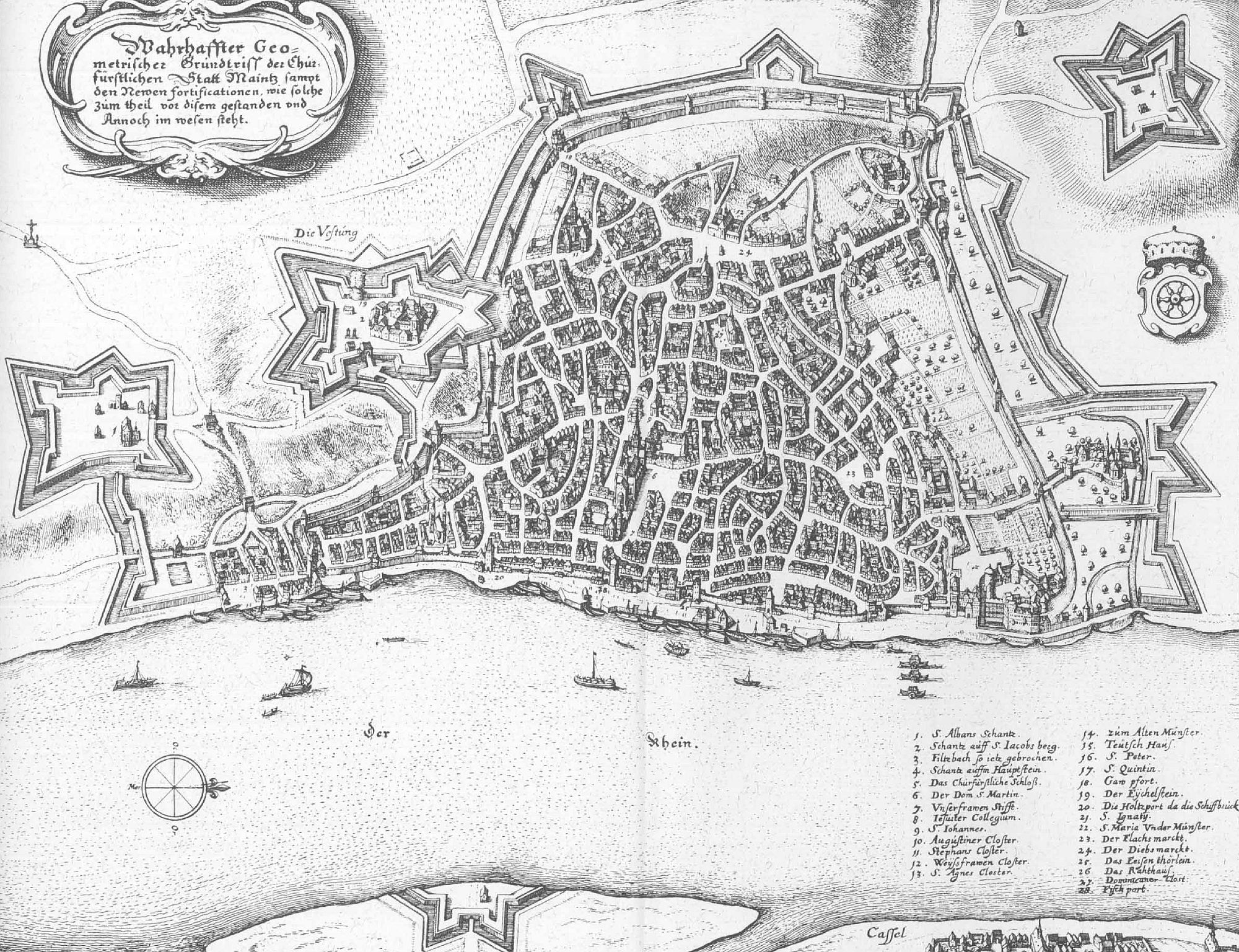
Pozostałości klasztoru św. Albana (wewnątrz fortyfikacji po lewej, oznaczone liczbą 1) na planie Moguncji z 1655 r.

Kościół św. Albana – kościół w Moguncji, ośrodek założonego w VIII w. opactwa benedyktyńskiego, w XIV w. przekształconego w zgromadzenie kanoników. W XVI w. zniszczony.

## Historia
Legendarne początki klasztoru sięgają czasów późnorzymskich i wiązane są z męczeństwem św. Albana z Moguncji. Wedle tej legendy zabity męczennik miał pójść ze swą odrąbaną głową w rękach na cmentarz położony na południe od Moguncji i położyć się tam w grobie. W tym miejscu już wkrótce, zapewne w pierwszej połowie V w. wzniesiono duży kościół cmentarny, którego fundamenty odnaleziono podczas wykopalisk archeologicznych na początku XX w. Postawiono go na planie prostokąta o wymiarach ok. 15 m x ok. 30 m. Być może już przy tym kościele istniała wspólnota zakonna.
Na miejscu tego kościoła w końcu VIII w. arcybiskup Moguncji Richulf zbudował kościół pod wezwaniem św. Albana wraz z klasztorem benedyktynów. Poświęcono go w 805 r. Kościół, zbudowany w formie trójnawowej bazyliki, był jedną z największych świątyń doby karolińskiej; główna nawa miała 48 metrów długości i 12 m szerokości. W późniejszym okresie dobudowano transept, zniszczona została natomiast w trzęsieniu ziemi w 858 r. zachodnia część kościoła z kaplicą św. Michała. 
Karol Wielki miał nakazać pochowanie tutaj jednej ze swych żon, Fastrady. Przez pierwsze dwa stulecia istnienia kościół św. Albana w praktyce dorównywał znaczeniem katedrze, a większość mogunckich arcybiskupów z IX i X w. zostało tu pochowanych (w 935 r. przeniesiono tu też szczątki 10 wcześniejszych biskupów). Jego znaczenie wykraczało jednak daleko poza granice Moguncji. Był jednym z najważniejszych ośrodków liturgicznych Rzeszy, a także miejscem zjazdów kościelnych i politycznych. Często przebywał tu cesarz Otto I, którego troje dzieci (księżna Lotaryngii Ludgarda, książę Szwabii Ludolf i arcybiskup Moguncji Wilhelm) zostało tu pochowanych. Tutejsza szkoła osiągnęła wysoki poziom szczególnie za czasów Hrabana Maura. Klasztor był także ośrodkiem misyjnym, m.in. tu w 826 r. miał przyjąć chrzest jeden z pierwszych legendarnych królów duńskich Harald Klak, stąd też pochodził Libutius, pierwszy biskup Rusi.
Znaczenie kościoła zmalało wraz z wzniesieniem przez arcybiskupa Willigisa nowej katedry mogunckiej. Jednocześnie jednak miejscowi opaci benedyktyńscy uwolnili się spod bezpośredniego wpływu arcybiskupów. Już jednak pod koniec XI w. arcybiskupi podjęli próby podporządkowania sobie klasztoru, przede wszystkim w celu wykorzystania do swych politycznych celów jego materialnej bazy. To zaangażowanie w politykę książąt-arcybiskupów spowodowało jednak stopniowy upadek materialny założenia. Począwszy od XII w. klasztor zadłużał się, pojawiły się konflikty wewnętrzne. Jednak już w XIII w. nastąpiło odrodzenie intelektualne i kulturalne tutejszego klasztoru. 
W sierpniu 1329 r. założenie zostało częściowo zniszczone podczas walk o arcybiskupstwo mogunckie pomiędzy Baldwinem z Luksemburga i Henrykiem z Virneburga. Co prawda nadal kościół pełnił funkcje sakralne, jednak zniszczonych budynków klasztornych już nie odbudowano, co było początkiem końca opactwa benedyktyńskiego. Klasztor stopniowo tracił na znaczeniu. W 1419 r. arcybiskup Jan II z Nassau rozwiązał opactwo benedyktyńskie i zastąpił je klasztorem kanoników. Papież Marcin V zastrzegł jednak, iż kanonikami mogą być osoby pochodzenia arystokratycznego lub rycerskiego. 
W 1460 r. budynki klasztorne zostały uszkodzone podczas walk arcybiskupa Teodoryka z Isenburga z palatynem reńskim Fryderykiem Wittelsbachem. Pod koniec XV w. kolejni arcybiskupi podejmowali starania w celu odbudowy kościoła. To wówczas prawdopodobnie wzniesiono potężny gotycki chór. Całkowitej przebudowy w stylu gotyckim nie udało się przeprowadzić. Wojny religijne kazały porzucić te plany. 29 sierpnia 1552 r. kościół i budynki klasztorne zostały splądrowane i spalone przez oddziały margrabiego Kulmbach Albrechta Alcybiadesa Hohenzollerna. Z pożogi ocalało jedynie gotyckie prezbiterium oraz odrobina ruin. W kościele zaprzestano odprawiania liturgii, a zgromadzenie kanoników (formalnie istniejące do 1802 r.) przenoszono pomiędzy kolejnymi mogunckimi kościołami.
Na początku XVII w. przygotowano plany budowy nowego kościoła na miejscu spalonego (nawet poświęcono kaplicę w murach dawnej zakrystii). Pewne roboty prowadzono, jednak już wkrótce zgromadzony tu budulec użyto do budowy innych świątyń w Moguncji. Wówczas przeniesiono do kościoła kapucynów posąg św. Albana trzymającego w rękach swą głowę, obecnie znajdujący się w mogunckiej katedrze. Dawne prezbiterium zburzono w czasie wojny trzydziestoletniej – podczas budowy fortyfikacji wokół wzgórza św. Albana przez wojska szwedzkie w 1631 r. 
Jeszcze w 1684 r. zbudowano tu kaplicę, jednak już po czterech latach została zniszczona podczas wojny z Francją. Wkrótce ją odbudowano, ale bezpowrotnie została zniszczona podczas oblężenia Moguncji w 1793 r.